# Formica strenua
Formica strenua är en myrart som beskrevs av Alexander Henry Haliday 1836. Formica strenua ingår i släktet Formica och familjen myror. Inga underarter finns listade i Catalogue of Life.